# Walther van Keppel
Walther Baldwin van Keppel, signore di Vorst (Nimega, 1194 – Erfurt, 6 gennaio 1266), è stato un militare olandese.
Walther van Keppel era figlio illegittimo  di Floris III, conte d'Olanda, e della contadina Geertrude.
Egli ricevette i feudi della baronia di Vorst e Zutphen in Gheldria, dove vissero anche i suoi discendenti.
Dopo aver preso moglie ed aver avuto una folta progenie, lasciò la famiglia e si rese membro dell'Ordine Teutonico e accettando il nome di van Keppel, che avrebbero avuto anche i suoi discendenti. Combatté in Polonia e in Livonia, ricevendo dei feudi nelle medesime terre presso Stettino, che avrebbe trasmesso al suo secondogenito, Rupert van Keppel, la cui linea si estinse nel 1443.
Morì in un convento dell'ordine presso Erfurt nel 1266.
Da lui discende la famiglia van Keppel de Vorst, che si sarebbe stabilita in Inghilterra nel XVII secolo e avrebbe aggiunto i titoli di conti d'Albermarle e visconti Bury e baroni Ashford. I membri più importanti della famiglia furono: Berndt-Jens van Keppel de Vorst, Gerolf van Keppel, Oswald van Keppel, Arnold-Joost van Keppel, Willem van Keppel, Augustus Keppel e George Keppel.
Da Walther discendono anche Dietrich von Keyserlingk e Tbor von Czerny de Racoczybany.